# Râul Valea Dosului, Perișani
Râul Valea Dosului este un curs de apă, afluent al râului Perișani. 

## Hărți
- Harta Munții Cozia [nefuncțională – arhivă]